# Na Bahnech
Na Bahnech je pozůstatek starého ramene řeky Labe vzniklý po provedení regulace Labe v 20. letech 20. století. V roce 2018 bylo rameno zcela zazemněné. Mrtvé rameno se nalézá v polích na východním okraji katastru obce Řečany nad Labem v okrese Pardubice.

## Galerie

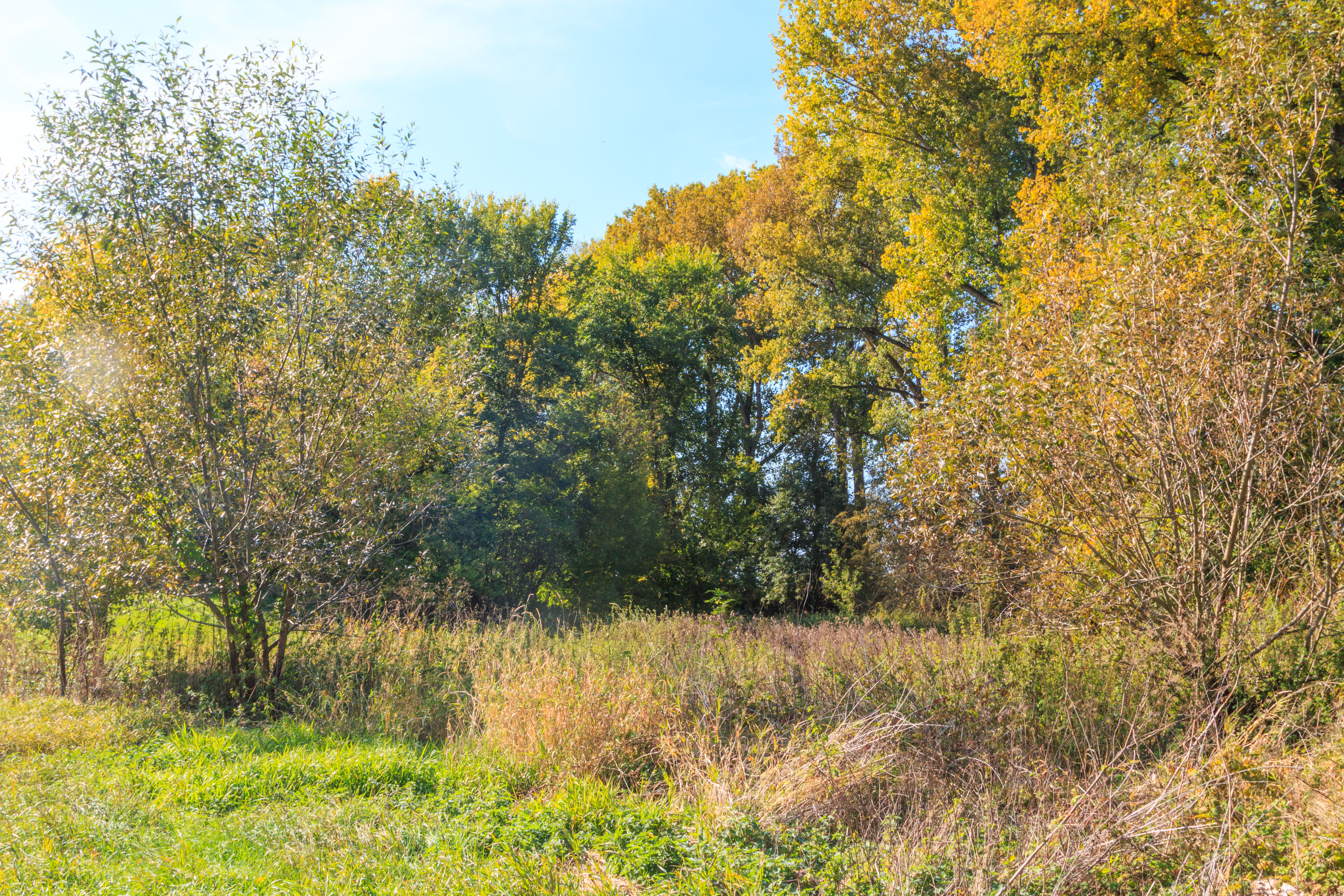
Mrtvé rameno Labe - Na Bahnech
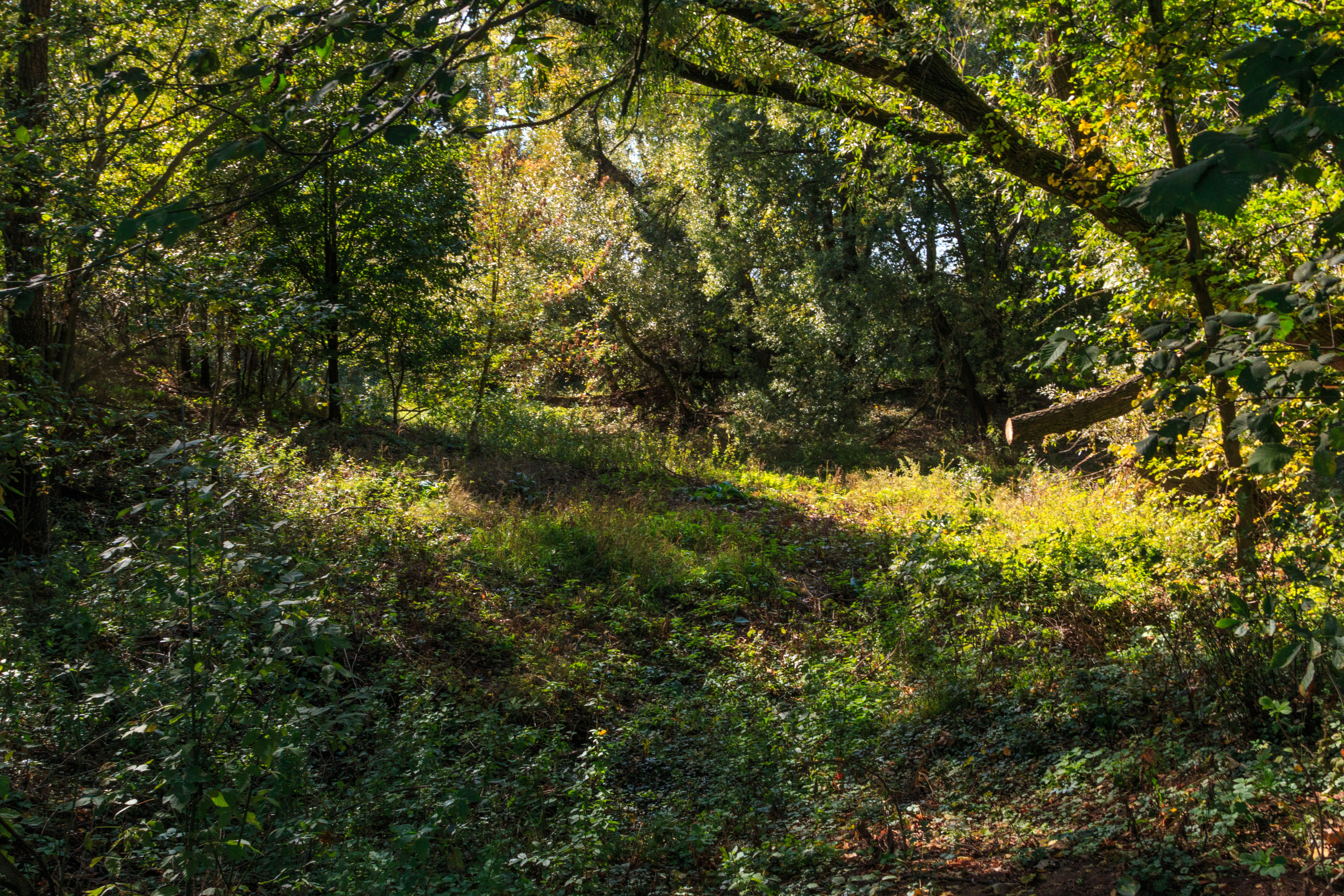
Mrtvé rameno Labe - Na Bahnech
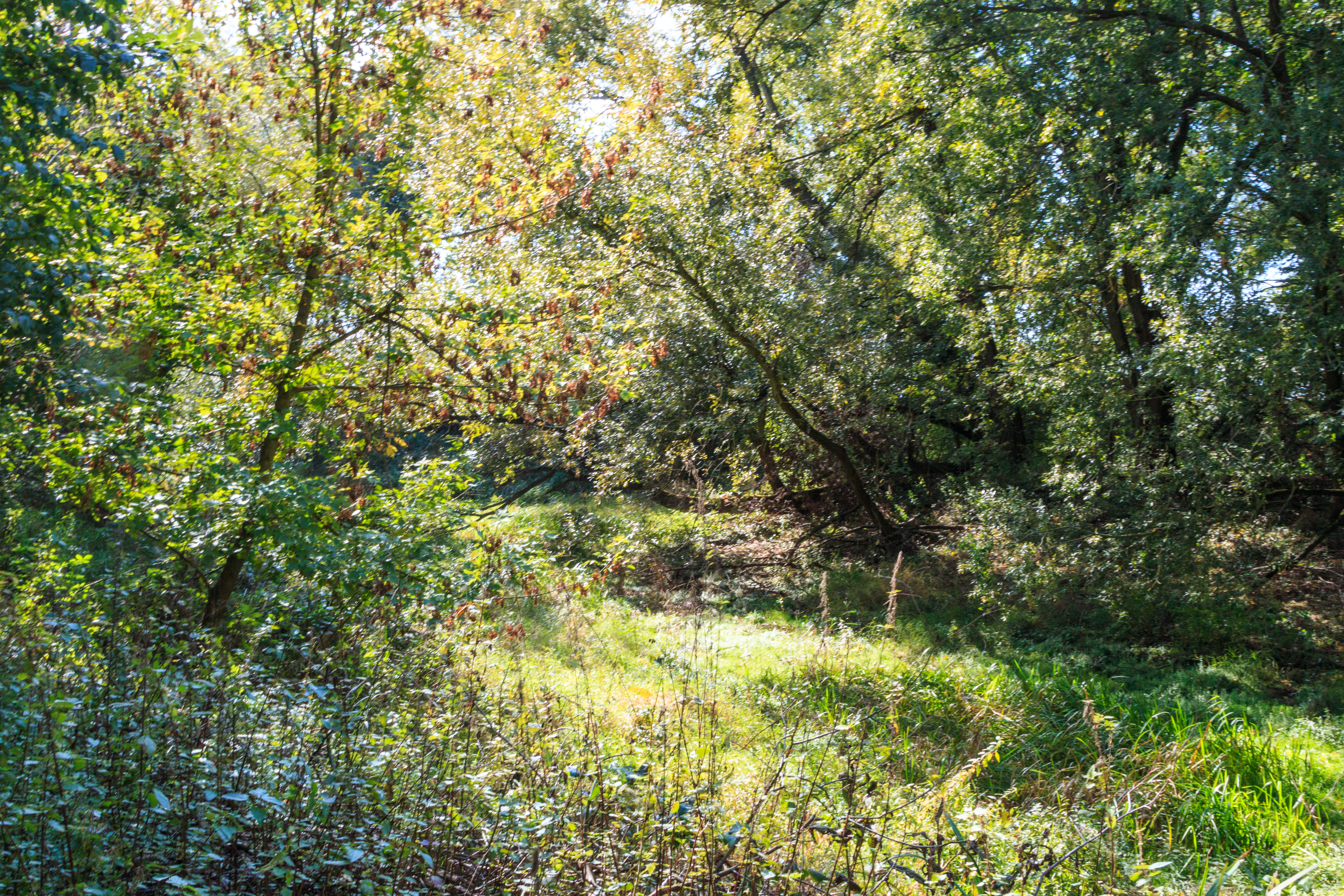
Mrtvé rameno Labe - Na Bahnech
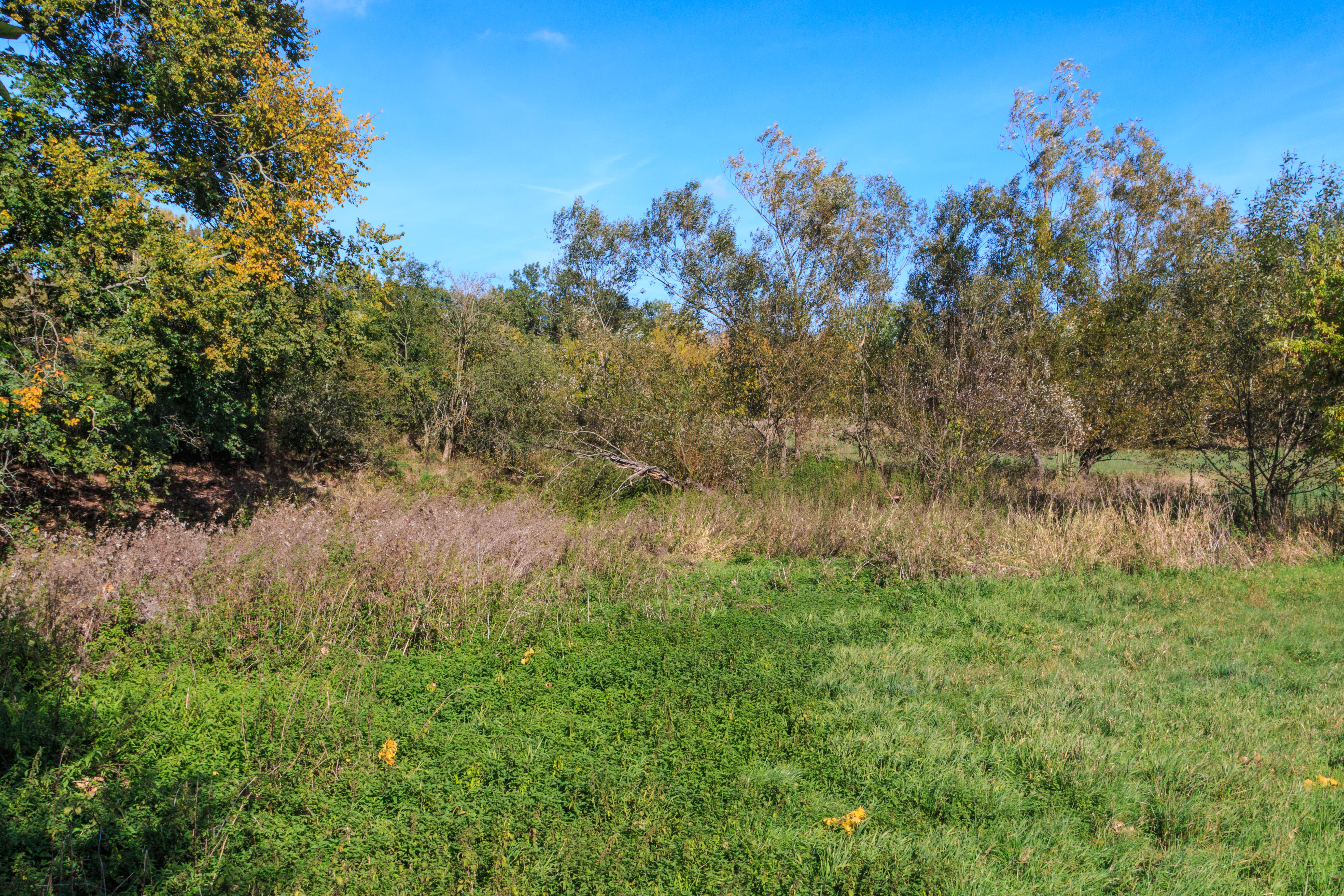
Mrtvé rameno Labe - Na Bahnech